# Art marcial
Una art marcial és un estil de combat, amb freqüència orientat a la defensa personal. En l'ús comú, el terme es refereix a sistemes de combat desenvolupats arreu del món.

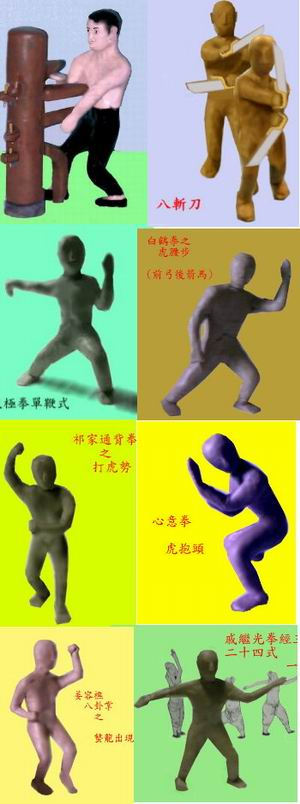
Mural xinès, al primer quadre de l'esquerra es pot veure un home practicant exercicis amb un Wodden Dummy una mena de ninot de fusta molt popular a la iconografia del Kung-fu per a l'entrenament, la resta dels quadres representen diversos exercicis físics principalment d'Arts marcials xineses, també conegudes com a Kung fu

El concepte "d'art marcial" va aparèixer per primera vegada en l'anglès a l'edició de 1920 del Takenobu's Japanese-English Dictionary com una traducció del terme bu-gei o bu-jutsu que significa "art o resolució dels assumptes militars".
Les arts marcials, anomenades també sistemes de lluita, consisteixen en pràctiques i tradicions codificades té com a objectiu sotmetre o defensar-se mitjançant la tècnica. Hi ha diversos estils i escoles d'arts marcials que habitualment exclouen l'ús d'armes de foc i qualsevol altre armament modern. El que diferencia a les arts marcials de la simple bel·licositat amb violència física (baralles de carrer) és l'organització de les seves tècniques en un sistema coherent i la codificació de mètodes efectius. En l'actualitat les arts marcials es practiquen per diferents raons, que inclouen l'esport, la salut, la protecció personal, el desenvolupament personal, la disciplina mental, la forja del caràcter i l'autoconfiança. A més, com que el significat estricte és el de "arts militars", per extensió s'aplica a tota mena de forma de lluita cos a cos i a les arts militars històriques. Per aquesta associació amb la lluita i amb les armes, inclou coneixements relatius a sistemes que tradicionalment s'han considerat modalitats esportives.

## Introducció
En paraules simples, les arts marcials són sistemes de combat. Hi ha moltes escoles i estils d'arts marcials, però totes comparteixen un objectiu: la defensa personal. Algunes arts marcials, com el tai txi txuan també poden ser emprades per a millorar la salut i la manera com flueix el txi.
No totes les arts marcials van néixer a Àsia. El savate, per exemple, va sorgir a França i els moviments atlètics de la capoeira venen del Brasil.
Moltes arts marcials inclouen cops de puny (boxa, karate), puntades de peu (taekwondo, kickboxing, karate), agafades (judo, jujutsu, lluita), armes (iaijutsu, kendo, kenjutsu, naginatado, esgrima) o alguna combinació dels elements abans esmentats (diversos estils de jujutsu).

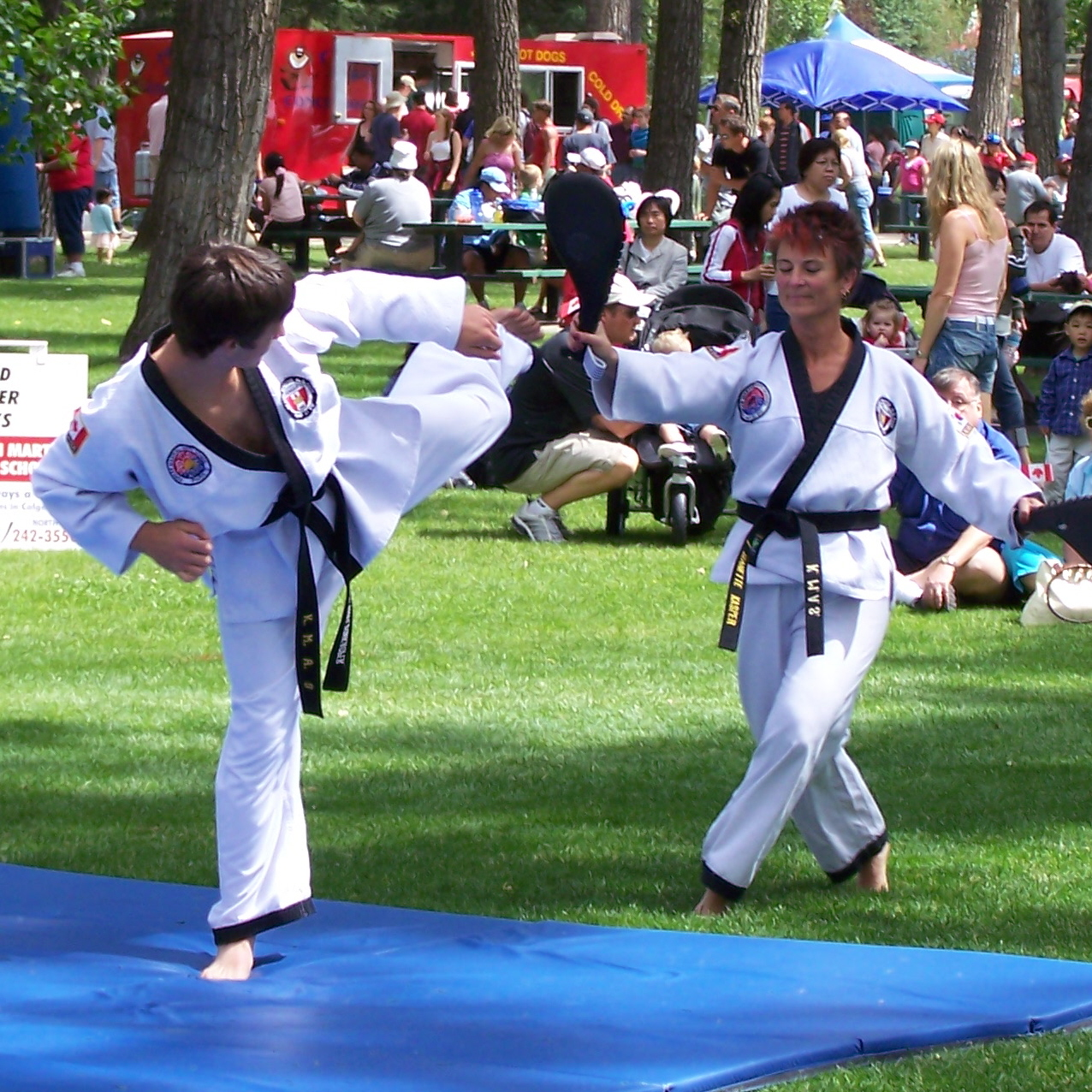
Practicants d'arts marcials de Corea

Les arts marcials es divideixen en dos grans grups: les anomenades arts marcials dures —com el karate i el kickboxing, que emfatitzen l'atac per derrotar el contrincant— i les arts marcials suaus —com el judo i l'aikido, que aborden l'oponent de manera menys agressiva, valent-se fins i tot de la força d'aquest últim per sotmetre'l.
És difícil de comparar l'efectivitat de les diverses arts existents. Darrerament, es desenvolupen competències com Ultimate Fighting Champions als Estats Units o Pancrase al Japó, que també són conegudes com a arts marcials mixtes o tornejos d'arts marcials mixtes. Si bé encara està per veure l'èxit o fracàs comercial d'aquests esdeveniments, és interessant de notar que certs sistemes tendeixen a imposar-se en aquestes competències sense regles. Els que donen suport a aquests sistemes justament es valen d'això com a argument de la veritable efectivitat del seu estil.
Les arts marcials es defineixen més o menys així: a través de la història, al soldat en el camp de batalla l'única cosa que li importa és derrotar el contrincant que se li enfronta. Que un estil sigui suau o dur o quants punts s'aconsegueixen amb un cop són detalls i temes de discussió que sorgeixen en temps de pau, quan es tracta d'un combat cos a cos.
Les arts marcials són les arts de la guerra. Si l'objectiu principal en una competència consisteix a anotar punts a favor d'algú, llavors no estem enfront d'una art marcial sinó d'un esport.
La història de les arts marcials és extensa. El desenvolupament dels sistemes de combat data de quan l'home va ser capaç de transmetre el coneixement, juntament amb les estratègies de guerra. Part del material escrit més antic sobre el tema data del segle xv a Europa i l'autoria correspon a mestres notables, com Hans Talhoffer i George Silver. També han arribat als nostres dies transcripcions de textos encara més antics, un dels quals és un manuscrit denominat I.33, que data de la fi del segle xiii.
Els artistes marcials difereixen respecte a l'assumpte de les competències. Certes arts, com la boxa o el muay Thai, posem l'èmfasi en els enfrontaments de pràctica i a la participació en competicions, mentre que les formes més freqüents d'aikido i krav maga rebutgen les competències. Les raons que sustenten aquests punts de vista són diverses. Moltes de les arts competitives argumenten que les competències donen lloc a tècniques millors i més eficients. No obstant això, certs estils no competitius sostenen que les regles amb les quals es desenvolupen aquestes competències afecten l'art i no són representatives del que pot ocórrer en una situació real.
En els últims anys, s'han portat a terme intents per reviure certes arts marcials considerades històriques. Exemples d'aquesta reconstrucció històrica de les arts marcials són el pankration i l'escola Shao Lin, que no posseeix una tradició contínua.

## Arts marcialsasiàtiques
- Borneo
  - bersilat
- Birmània
  - bando
- Corea
  - Kung jung mu sool
  - hapkido
  - taekyun
  - taekwondo
- Filipines
  - kali
  - eskrima
  - arnis
- Indonèsia
  - kuntao
  - pencak silat
  - tarung derajat
- Iran
  - Varzesh-e Pahlavani
- Japó
  - aikido
  - bojutsu
  - bujutsu
  - aikijutsu
  - iaido
  - jujutsu
  - jodo
  - judo
  - karate
  - kempo
  - kendo
  - kenjutsu
  - kobudo
  - kusarigamajutsu
  - kyokushinkai
  - kyudo
  - kyusho jitsu
  - naginatado
  - ninjutsu
  - ninpo
  - shintaido
  - shooto
  - shorinji Kempo
  - sumo
  - taijutsu
  - taido
  - tantojutsu
  - tegumi
- Okinawa
  - Karate
- Tailàndia
  - Boxa tailandesa o Muay Thai o Thai boxing
- Vietnam
  - Việt Võ Đạo
- La Xina - totes les arts marcials xineses denominades kung-fu, wushu, Tx'uan fa o kuntao.
  - Estils interns: vegeu neijia.
    - hsing yi (hsing I)
    - pakua txuan
    - tai txi txuan
    - ba gua

## Arts marcials d'altres països
- Alemanya
  - Nindokai
  - Musado
- Brasil
  - capoeira
  - jujutsu brasiler
- Egipte
  - tahtib o esgrima de pals egípcia
- Espanya
  - Esgrima d'espasa i daga
  - joc del pal canari
  - lluita canària
  - lluita lleonesa
- Estats Units
  - full contact
  - Jeet Kune Do
  - kempo karate
- França
  - Francombat
  - savate
- Grècia
  - lluita grecoromana
  - pancraci o pankration
- Israel
  - krav magà
- Rússia
  - sambo

## Mètodes
Un procediment comú d'entrenament consisteix en la pràctica d'un grup de tècniques encadenades en una sèrie. Es coneix com a estructura o més popularment forma (kata, poomse, chuan tao, kuen, tao dl, HYUNG o Tulsa) La pràctica de formes és un mètode d'aprenentatge i entrenament de tècniques amb una aplicació específica.
Un altre sistema d'entrenament és el de lluita simulada amb un company o exercicis per parelles (espàrring, Randori, Kumite, tui Shou, Rou Shou, chi sao, sant Shou) en el qual es entrenen tècniques de lluita amb un company i amb l'objectiu d'aprendre, a diferència del combat o la competició en els quals l'objectiu és la victòria.

### Història

#### Egipte, Grècia, Àfrica i Roma

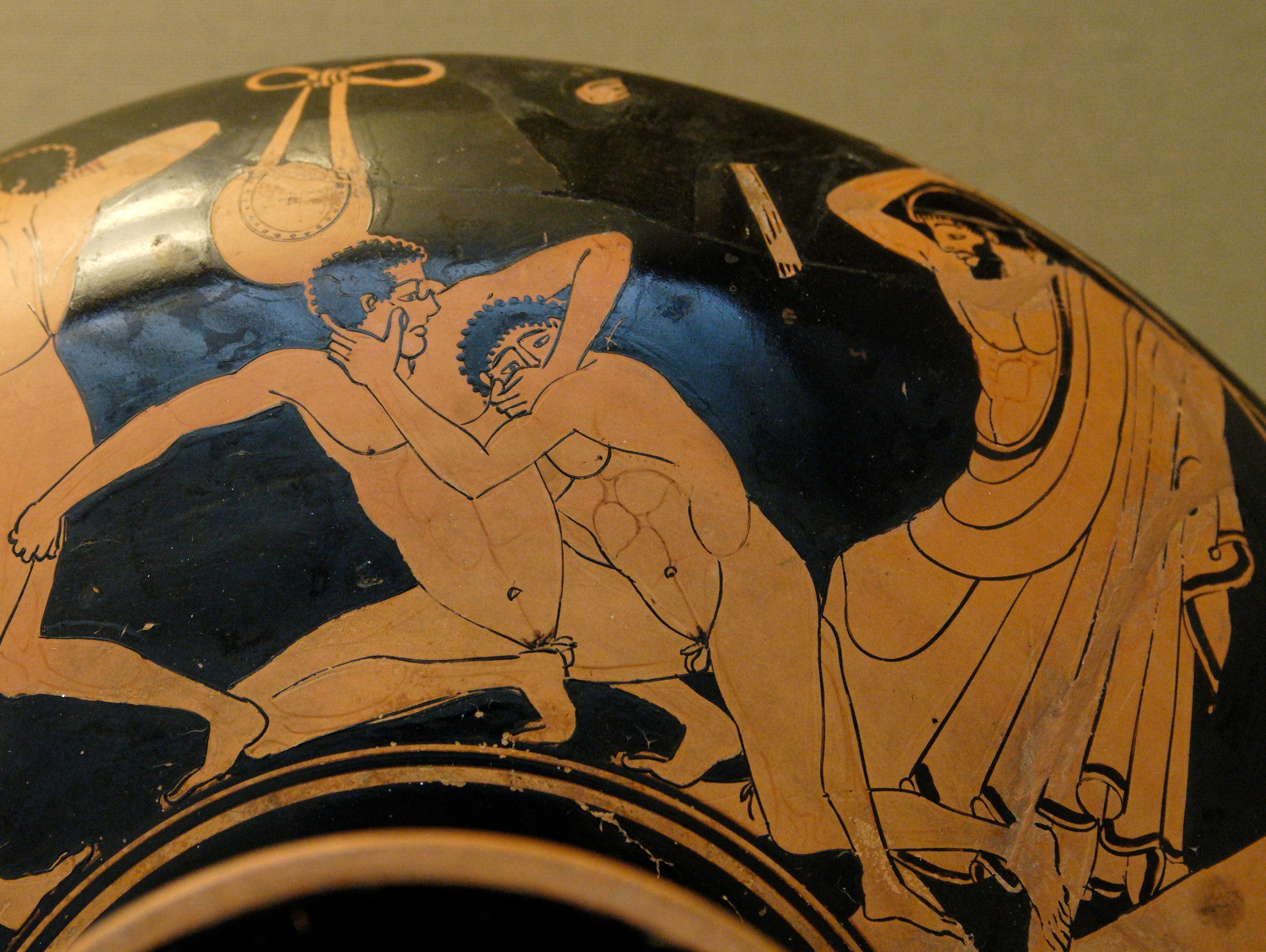
Pankration, un dels lluitadors ataca els ulls del seu oponent, mentre el jutge es prepara a castigar l'infractor

No existeixen documents que ajudin a ubicar amb exactitud quan les arts marcials es van originar, a causa que aquesta empresa comporta un llarg procés de desenvolupament, però es pot dir que el mètode de combat més antic del qual es té coneixement en diferents civilitzacions és la lluita. Les tombes de Beni-Hassan a Egipte, es troben pintures que daten de 2000 aC En aquestes hi ha lluitadors practicant tota una sèrie de moviments com llançaments i submissió. Els lluitadors de Núbia (Àfrica) eren tinguts en alta estima per la seva habilitat. En les tombes egípcies d'Amarna, que daten de 1350 aC apareixen pintures que mostren lluitadors egipcis practicant la baralla amb bastons curts, l'ús de proteccions als avantbraços, a més de lluita. En murals de l'art de Mesopotàmia apareixen imatges de persones practicant la lluita.
Els guerrers Zulu edel sud del continent africà, van desenvolupar tàctiques i tècniques per a la baralla amb armes com el garrot, la llança i l'escut. El guerrer Shaka Zulu (1787-1828) qui va revolucionar les tècniques de guerra en massa amb l'addició el Assagai (llança per apunyala amb un mànec més curt), així com la forma en què entrenament al seu exèrcit i les tàctiques utilitzades contra altres tribus africanes i posteriorment contra els anglesos.

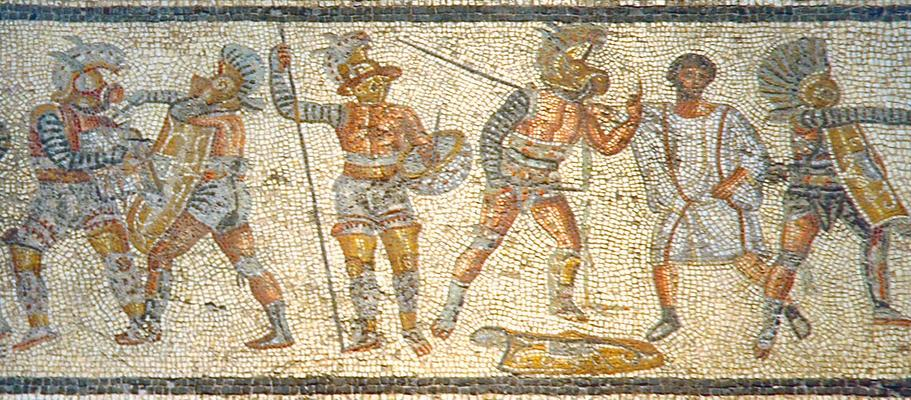
gladiadors, al mosaic de Zilten a Líbia

A Grècia es practiquen tres tipus de sistemes de combat dels quals no només eren part dels jocs d'Olímpia sinó també servien com a mètodes per mantenir l'estat físic dels seus ciutadans i preparar per a la guerra. La Boxa, la lluita i el Pankration. Tots aquests eren mètodes de combat. En diferents expressions artístiques gregues s'observen tota mena de tècniques de baralla, inclòs l'ús de tècniques "brutes" com atacs als ulls i mossegades. A Esparta s'emfatitza la pràctica marcial des d'una edat primerenca. Els grecs han d'haver desenvolupat tècniques amb l'ús d'armes, L'ús de la falange, una formació de combat que li va servir a l'exèrcit grec per a l'expansió del seu imperi. Algunes persones han suggerit que durant l'ocupació de l'Índia (326 a 321 aC) per l'emperador Alexandre (356 a 323 aC), les tècniques de lluita grega van ser absorbides en les tècniques hindús i aquestes al seu torn van ser introduïdes a la Xina pel monjo Bodhidharma. Tanmateix aquestes teories no tenen fins a la data cap suport històric seriós.
A l'antiga Roma existia la lluita, la pràctica amb armes, en espectacles tan cruels com els combats de gladiadors al coliseu romà d'entre d'altres. L'exèrcit romà emfatitzava la baralla en grups, els gladiadors eren entrenats a la baralla individual. Aquests guerrers eren esclaus els qui han de ser proficient en l'ús d'un gran nombre d'armes així com en combat a mà buida. Dos tipus de gladiadors famosos són: El Tracio i el Retarius. El primer se'ls armaven amb una Cimitarra un escut petit com l'utilitzat en els temps medievals i el Renaixement, del qual es van publicar manuals d'entrenament. El Retarius s'l va armar amb un trident o arpó, una xarxa i una daga. Els gladiadors també van ser experts en boxa usant el Cestus i lluita com es veu en frescos del període.

#### Xina, Corea i Japó
Referències a les arts marcials de la Xina apareixen en fonts tan antigues com l'any 2100 aC L'objectiu primordial de les arts marcials ha estat el desenvolupament de mètodes d'auto preservació en enfrontaments de tipus físic, amb la seva màxima expressió en els conflictes bèl·lics. L'associació amb mètodes i filosofies religioses en països com la Xina s'originen a final de la Dinastia Ming, a causa de l'aparició de les armes de foc, el que va causar que les tècniques de l'ús d'armes blanques, així com la baralla amb armes, començaran a perdre la seva importància en el teatre de la guerra. És durant la fi de la dinastia Ming i durant la dinastia Qin quan les arts marcials xineses es comencen a veure com a mètodes per millorar la salut, es combinen amb les pràctiques taoistes (Daoyin ) així com la creença de mètodes per assolir la il·luminació. Mencions del 'Shoubo' (tècniques de baralla), Wujiaba (tècniques de Guerra), Ji Ji (habilitat de baralla), ja són usades abans de la construcció del Monestir Shaolin i la suposada visita de Bodhidharma a la Xina. La primera menció de monjos budistes participant en la guerra prové dels tretze monjos que van ajudar a capturar el nebot de Wang Shichong. Per aquesta raó Li Shimin (primer emperador de la dinastia Tang, 618-907 DC) va recompensar al monestir. No hi ha, però, cap referència que esmenti un estil particular practicat pels monjos.

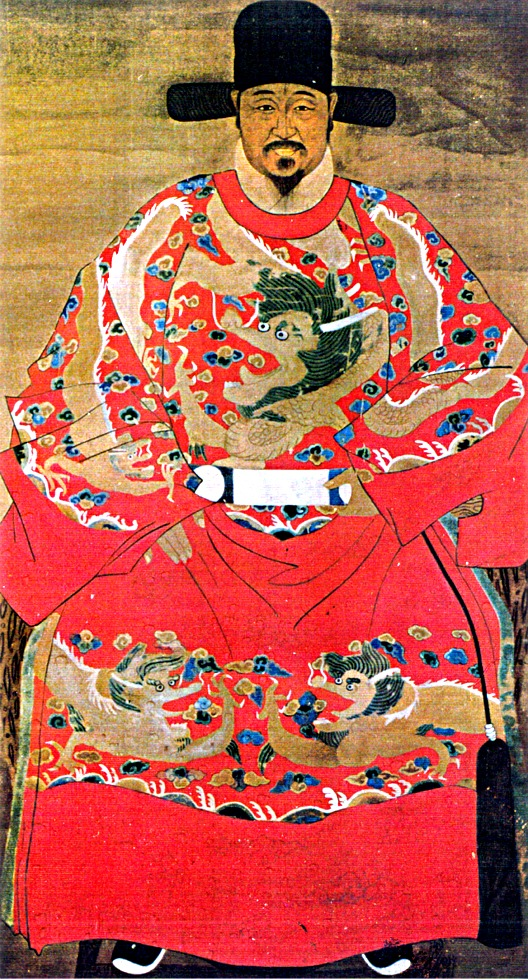
General Qi Jiquan.

La participació de monjos budistes en activitats de guerra fa pensar que aquests no eren monjos en el sentit estricte de la paraula. Els ensenyaments budistes consideren el matar un altre ésser humà com l'ofensa més seriosa i amb el pitjor Karma. La novel·la Els Bandits del Pantà o el Marge de l'Aigua (Shuǐhǔ Zhuan) esmenta a un personatge anomenatm Dll Zhishen, també conegut com a Lu el Sagaç o el Monjo boig, que va ser un oficial a l'exèrcit però a causa del fet que va assassinar un home es va veure obligat a amagar-se al monestir de la muntanya Wutai. No obstant això, aquest "monjo" que beu vi, menja carn i al qual li agrada lluitar, és enviat a un altre monestir a causa del seu mal comportament. Aquest tipus de "monjos" apareixen en altres obres literàries amb el sobrenom del Boig Ji (Ji Dian), al segle xvii s'esmenta que molts "monjos" que viuen als voltants del monestir Shaolin, violen les regles i doctrines budistes. Això podria explicar la raó per la qual alguns "monjos" no tenien cap inconvenient a prendre una vida o comportar-se d'una manera oposada a la d'un monjo budista. Durant les campanyes en contra els pirates japonesos en la dinastia Ming, es fa la primera menció d'un sistema de combat originat al monestir Shaolin. Les tècniques de bastó van ser considerades pel general Qi Jiguang. No obstant això, aquestes mateixes tècniques van ser criticades pel general Yu Dayou (company d'armes del general Qi), que va reclutar a un petit grup de monjos i els va ensenyar les seves pròpies tècniques de combat amb el bastó perquè al seu torn aquests les ensenyessin als seus col·legues.
Durant la dinastia Ming, el general Qi, en el seu llibre Ji Xiao Xin Shu (纪 效新书) (Llibre de Disciplina Efectiva), esmenta que les tècniques de combat a mà nua són una preparació per al que es considera més important, que són les tècniques de combat amb armes. En aquest llibre Qi dedica seccions a la lluita amb bastó i espasa a dues mans, que van ser copiades de les armes usades pels pirates japonesos, que les van usar amb mortal efectivitat. Altres seccions inclouen la lluita amb llança, trident, sabre i escut, armes de foc, etc. Qi va crear la primera rutina de tècniques de mà nua que existeix en forma escrita. Aquesta rutina va combinar tècniques d'una dotzena d'altres sistemes coneguts en el seu temps. Qi també va idear la Formació de Combat Ànec Mandarí, que consistia en un líder, dos soldats armats amb sabres i escuts, dos soldats armats amb llances de bambú amb moltes puntes (Langxian), quatre soldats armats amb llances llargues, dos soldats armats amb tridents o sabres de dues mans i un cuiner. Si el líder de la unitat moria, els soldats de tota la unitat eren executats.
Durant la dinastia Qin, es comencen a difondre històries que assignen a Bodhidharma, el temple Shaolin, Zhang Zanfeng, general Yue Fei, etc., com els fundadors de molts estils marcials. En aquest període pràctiques esotèriques i encanteris s'usen amb la creença que aquests farien als membres de les sectes pseudo religioses/marcials el poder de resistir les armes de foc. La revolució dels boxejadors va augmentar encara més aquest tipus d'ideologies com a inspiració davant la intervenció estrangera a la Xina. Durant el període republicà (de 1912 a 1947), es busca apartar d'aquest tipus de mites i es comença a utilitzar un mètode més científic. Historiadors com Tang Hao, escriuen sobre l'origen de les arts de combat xinès, refutant les creences en que fins ara es basaven aquests sistemes. La pràctica marcial d'aquest període també es caracteritza en el rebuig d'aquells elements d'exhibició i s'enfoca en l'aplicació pràctica en combat. La inauguració de l'Acadèmia Central d'Arts Marcials de Nanquín, (Zhongyang Guoshuguan) el 1928 la qual té com a objectiu el d'enfortir la nació mitjançant la pràctica de les arts marcials. En aquest període els sistemes de combat xinès s'anomenen Guoshu (habilitat nacional). El règim comunista de l'any 1947 canvia tot això i, l'objectiu és la pràctica marcial a l'exhibició donant començament al Wushu modern.
La història de l'evolució marcial del Japó és escassa, els registres més antics de les activitats dels pobladors de l'illa provenen de fonts xineses. A la Història de Wei (Weizhi) de l'any 297 aC s'esmenta centenars de poblacions que viuen en pau a les illes japoneses. En la història de Han, (Hou Hanshu), es llegeix sobre un període de gran inestabilitat i guerra. La referència més antiga sobre la pràctica de Sumo, es troba l'any 23 aC però es va registrar a 720 dC al Nihon Soki, però utilitza la paraula xinesa Jueli. En el mateix llibre amb data 682 utilitza la paraula Sumo (Xiangpu en xinès). Durant la dinastia Tang, Japó té el major contacte cultural amb la Xina. Durant la meitat del segle xvi pirates japonesos ataquen les costes de l'est de la Xina, les tècniques de sabre a dues mans i l'habilitat del tir amb arc demostren el seu alt desenvolupament tècnic. Durant la dinastia Ming els pirates japonesos ataquen les costes de l'est de la Xina, els mètodes d'ús del sabre sembren el terror a les files Xineses. Els mètodes dissenyats perQi Jiguangsón introduïts al Japó aquests apareixen publicats en el Heihe Hidensho (Okugisho), un llibre d'estratègia escrit per Yamamoto Kanasuke al segle xvi. Durant la conquesta de la Xina per part dels Manxú, molts emigrants viatgen al Japó; un d'aquests ésChen Yuanyun (1587-1671), Chen Gempin en japonès. D'acord amb l'estela Kempo Kito-ryu (1779) localitzada en els precintes de la capella Atago de Tòquio, es llegeix "La instrucció a Kempo va començar amb l'emigrant Chen Yuanyun". al segle xix sistemes de Jiu Jitsu són modificats donant lloc al judo de Jigoro Kano (1860-1938), l'Aikido de Morihei Ueshiba (1883 al 1969), les tècniques d'Okinawa són organitzades donant pas a la creació del Karate per Gichin Funakoshi (1868 a 1957).
Els mètodes de combat amb baioneta dels japonesos són estudiats pels membres de l'Acadèmia de Guoshu de Nanquín i inclosos com a part de l'entrenament tant militar com civil en els anys trenta a la Xina. Al Japó la casta Samurai barreja la pràctica del Budisme zen amb la de les arts de guerra, una tendència que ha continuat fins als nostres dies. Durant la Restauració del Període Meiji, el Codi del Bushido, el Budisme zen i les arts marcials japoneses van servir de suport en inspiració en el naixement del moviment Nacionalista que comporta l'inici de l'expansionisme agressiu japonès i a la Segona Guerra Mundial.

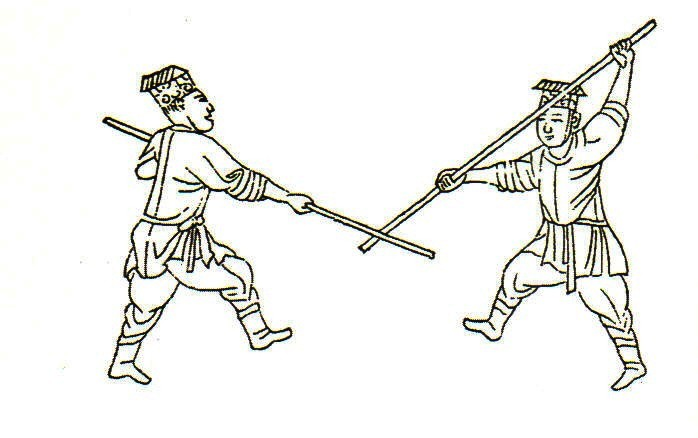
Escena del llibre Muye Dobo Tongji

A la península coreana l'evidència més antiga de pràctica marcial apareix en tombes prop de la frontera nord-est de la Xina sota el regne de Koguryo (37 aC a 668 dC), la qual va ser colonitzada i sota el control militar xinès de 108 aC a 313 dC En aquests frescos es veuen escenes de lluita (Jueli en xinès o Kajko en coreà). El rei Sunja (1567-1608) ordena als seus oficials l'estudi del llibre escrit pel general xinès Qi Jiguang, i la preparació d'un llibre similar copiant els mètodes dels soldats de la dinastia Ming. El rei Jungjo (1776-1800) ordena expandir el manual usat per l'exèrcit, per incloure les tècniques de combat dels japonesos, aquest llibre de titularitat Muye Dobo Tongji (Manual Il·lustrat d'Arts Marcials). En la introducció d'aquest llibre el rei Jungjo escriu que l'únic sistema de combat oficial des del regnat del rei Kwanhaekun (1608-1623) era la pràctica del tir amb arc. Els sistemes de combat coreà com el Taekwondo, Tang Soo Do (Mà de la Dinastia Tang), Hwa rang do, Taekkyon, Neikung, Kumdo, Kuk Sool Wonetc. Reclamen ser totalment coreans i amb centenars d'anys d'antiguitat. No obstant això el Muye Dobo Tongji contradiu aquestes afirmacions.

#### Altres països
El Varzesh-e Pahlavani és un sistema d'entrenament de guerrers que es remunta a l'antiga Pèrsia i que es manté com a competició tradicional de lluita en l'actualitat a l'Iran i països adjacents. La seva pràctica, molt ritualitzada, es realitza als zoorkanes o gimnasos tradicionals. Altres sistemes de combat que també van ajudar en la formació d'imperis és el Bökh de la nació mongol. Els exèrcits mongols van utilitzar la pràctica de la lluita, els jocs a cavall i les competicions del tir amb arc per mantenir les seves tropes en perfecta forma física. En l'actualitat encara es practiquen aquestes habilitats durant la celebració del festival d'estiu conegut com a Naadam.
A l'edat mitjana a Europa es van publicar manuals de combat com el Flos Duellatorum (La Flor de Batalla) 1410, en la qual es demostren tècniques amb armes i sense. A les sagues vikingues es discuteixen tàctiques de combat més d'estratègia. A Alemanya es publica el manual més antic del qual es té coneixement, que demostra tècniques per al combat amb espasa i escut amb una data de publicació aproximada de l'any 1295, entre molts altres manuals d'aquest tipus publicats en el continent europeu

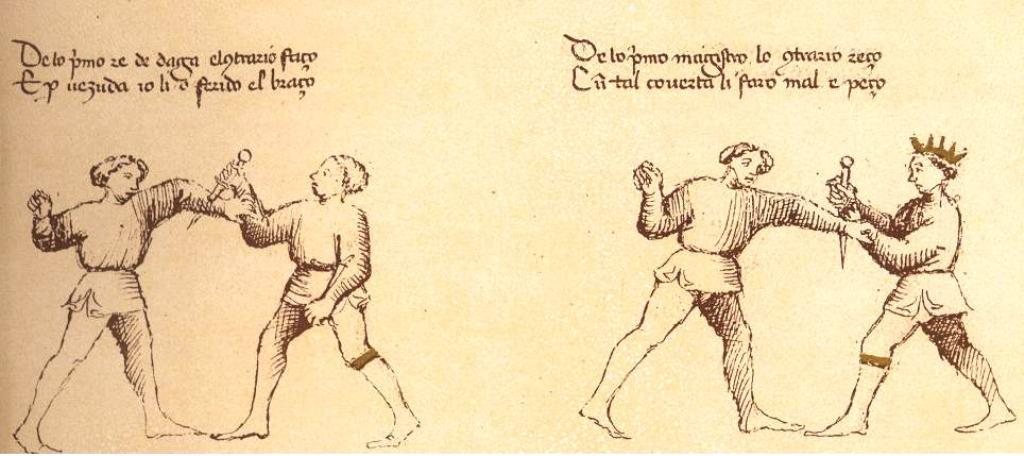
Flos Duellatorum, La Flor de Batalla per Fiore Di Liberti, 1410

A Tailàndia s'origina el que avui en dia es coneix com a Muay Tailandès o Boxa Tailandesa. No obstant això no hi ha fonts fiables que narren els orígens d'aquest mètode de baralla. El Terme Muay que es fa servir per descriure aquest sistema de lluita és recent. Un altre mètode de combat d'origen tailandès és el Krabi Krabong el qual s'enfoca en l'ús d'armes com el bastó, l'escut, sabres dobles entre d'altres.

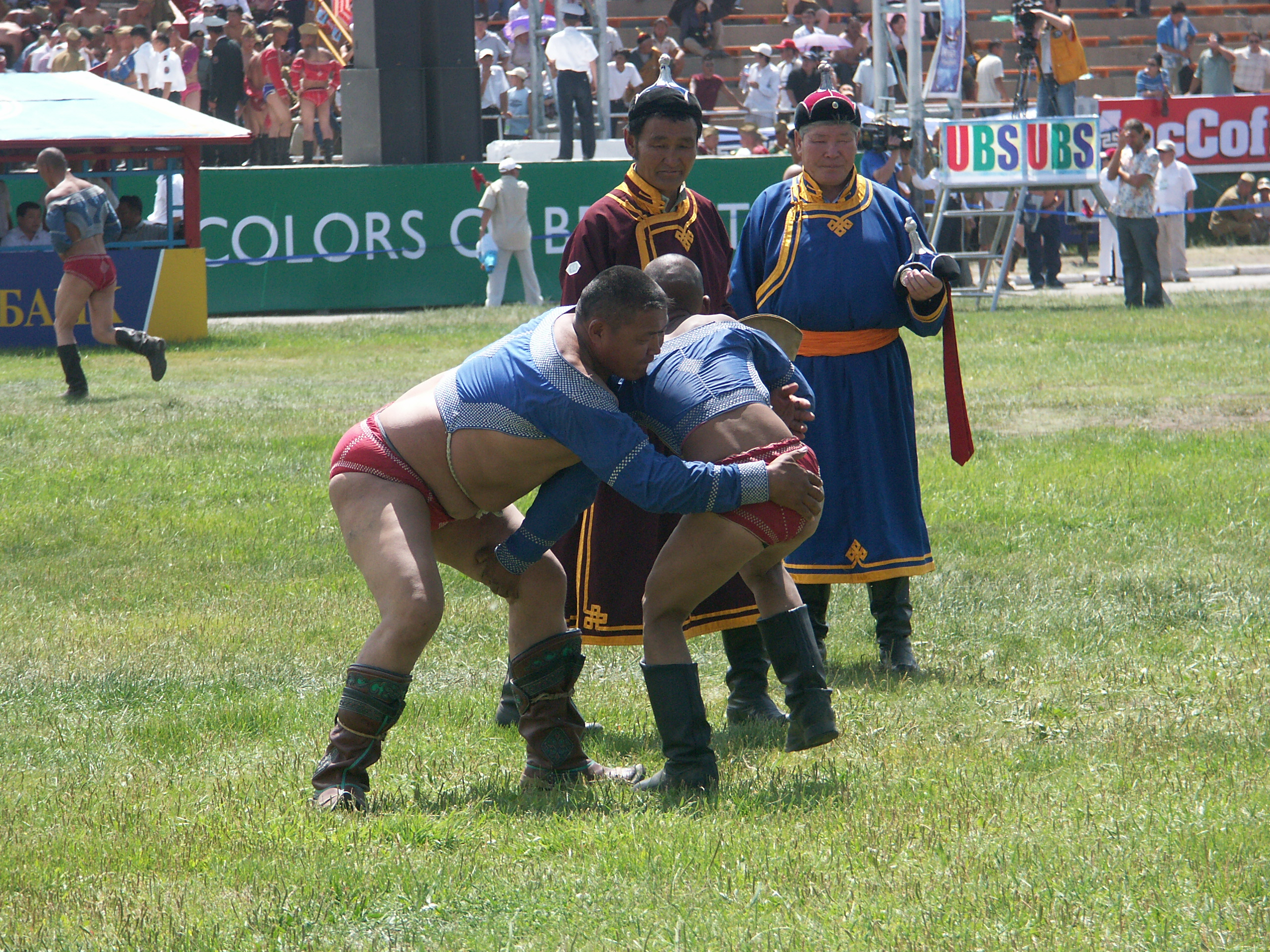
Lluita al festival de Naadam.

A l'Índia dues tradicions marcials són considerades com les més importants. La tradició Tàmil (Dravidiana) i la tradició Sànscrita Veda Dhanur. En la tradició Tàmil, poemes escrits de 400 aC a 600 dC posseeixen mencions de conflictes bèl·lics predominants al sud del país. Aquests guerrers es diu que s'han entrenat en l'ús de la llança (Vel), espasa (Val), escut (Kedaham). En la tradició sànscrita, l'ús de l'arc i la fletxa es consideren com les més importants, com es llegeix en els clàssics indis del Mahabharata i el Ramayana. En els capítols del Dhanur Veda s'exposen temes com organització de divisions militars amb carruatges de guerra, elefants i cavalls, infanteria i lluita. També es descriuen cinc tipus d'armes. Algunes tradicions que han sobreviscut fins a la data són: Varma Ati (atac a punts vitals) i el Silamban (baralla amb bastó) de la tradició Tamil Nadu, el Kalarippayattu de la província de Kerala (aquesta pràctica en l'actualitat no inclou el combat lliure, en el seu lloc es donen puntades de peu a un blanc penjat).
El Mushti (lluita), Dandi (baralla amb bastó) del nord d'Índia, etc. Altres sistemes de baralla del continent indi són els practicats pels Sikh el qual es diu Gatka. Hi ha altres sistemes de combat a països com Filipines, Orient Mitjà, etc. Però poques han estat estudiades de manera seriosa.

### Arts marcials alseglexxi
Al segle xx diferent sistemes de combat com el Savate francès, el Krav Magà, el Jujutsu brasiler, les Arts Marcials Mixtes, etc. són part de l'àmplia gamma de sistemes nascuts recentment basats en sistemes originals de baralla dels quals han estat adaptats a les realitats del món modern. Molts dels sistemes esmentats han estat desenvolupats com a esport, però d'altres han estat desenvolupats per al seu ús en l'exèrcit i altres forces armades. El Savate va començar a ser popular al segle xix a França com un mètode menys sagnant en duels. Aquest es va fer popular a París i el nord de França i en especial al port de Marsella. Dues persones són considerades com aquelles que van transformar l'antic sistema de baralla de carrer a la versió esportiva. Michel Casseux (1794-1869) i Charles Lecour (1808-1894). El Savate té una versió esportiva i una altra que s'ensenya a les forces especials. El Krav Maga és un sistema que va ser desenvolupat durant la segona guerra mundial utilitzant tècniques de lluita, esgrima, boxa, Jiu Jitsu entre altres pel senyor Imi Sde Or qui va començar a ensenyar el seu mètode a les forces israelianes el 1944. per a la baralla amb armes blanques).

### En català
- Federació d'Arts Marcials de Catalunya
- Pàgina sobre tècniques i conceptes de les Arts Marcials Arxivat 2018-12-31 a Wayback Machine.

### En altres llengües
- Pàgina sobre Arts Marcials, amb una selecció d'articles Arxivat 2007-11-26 a Wayback Machine.